# Chicago Med (seizoen 7)
Dit artikel vat het zevende seizoen van Chicago Med samen. Dit seizoen liep van 22 september 2021 tot en met 25 mei 2022.

## Rolverdeling

### Hoofdrollen
- Nick Gehlfuss - dr. Will Halstead
- Oliver Platt - dr. Daniel Charles
- Dominic Rains - dr. Crockett Marcel
- Guy Lockard -  dr. Guy Lockard
- Steven Weber - dr. Dylan Scott
- S. Epatha Merkerson - hoofd S.H. Sharon Goodwin
- Marlyne Barrett - verpleegster Maggie Lockwood

### Terugkerende rollen
- Brian Tee - dr. Ethan Choi
- Michael Rady - dr. Matt Cooper
- Kristen Hager - dr. Stevie Hammer
- Jessy Schram - dr. Hannah Asher
- Sarah Rafferty - dr. Pamela Blake
- Asjha Cooper - dr. Vanessa Taylor
- Brennan Brown - dr. Samuel Abrams
- Johnny M. Wu - dr. Randall Shentu
- Nora Dunn - dr. Richardson
- Lorena Diaz - verpleegster Doris
- Marie Tredway - verpleegster Trini
- Lynnette Li - verpleegster Nancy
- Renelle Nicole - verpleegster Trisha
- Courtney Rioux - paramedicus Courtney
- Cesar Jaime - paramedicus Cesar
- Marc Grapey - Peter Kalmick
- Riley Voelkel - Milena Jovanovic
- Bonita Friedericy - Terri Hammer
- Angela Wong Carbone - Jessa Rinaldi
- Johanna Braddy - Avery Quinn

### Cross-overrollen

#### Chicago Fire
- Randy Flagler - brandweerman Harold Capp
- Anthony Ferraris - brandweerman Tony Ferraris

#### Chicago P.D.
- LaRoyce Hawkins - agent Kevin Atwater
- Marina Squerciati - agente Kim Burgess

## Afleveringen
| Nr. | Aflevering | Titel                                      | Regisseur          | Schrijver(s)                                      | Selectie gastrollen | Uitzenddatum                    |  |
| --- | ---------- | ------------------------------------------ | ------------------ | ------------------------------------------------- | --- | ------------------------------- |  |
| 120 | 1          | You Can't Always Trust What You See        | Nicole Rubio       | Diane Frolov Andrew Schneider                     | Torrey DeVitto - dr. Manning Patrese McClain - Aleesha Russel Elizabeth Hinkler - Gemma Brooks Emily Hinkler - Emma Brooks                                                             | 22 september 2021               |  |
| Deze aflevering begint met het afscheid van dr. Manning die Chicago verlaat, en de terugkeer van dr. Halstead. Hij is teruggeroepen door Sharon, om een collega te onderzoek die verdacht wordt van corruptie. Het ziekenhuis verwelkomt nieuwe krachten, dr. Dylan Scott en dr. Stevie Hammer. Dr. Hammer heeft in het verleden, tijdens hun studietijd, een relatie gehad met dr. Halstead. Dr. Archer en d. Charles behandelen een tweeling die letterlijk alles hetzelfde doen. Dr. Scott behandelt een kind dat lijdt aan sikkelcelanemie.                                                                           |            |                                            |                    |                                                   | |                                 |  |
| 121 | 2          | To Lean In, or To Let Go                   | Oz Scott           | Safura Fadavi                                     | Cher Alvarez - Krista Valdez Declan Thomas Desmond - Brandon Davis Rebekah Ward - Marie Davis Bassam Abdelfattah - agent Willie Bronson                                                | 29 september 2021               |  |
| Dr. Hammer en dr. Halstead krijgen een meningsverschil wanneer zij een patiënt behandelen met de ziekte van Addison. Zijn moeder wil alles proberen om haar zoon te beschermen, ook als dit onnodig leed veroorzaakt. Dr. Taylor en dr. Archer liggen op ramkoers wanneer zij een slachtoffer behandelen van een motorongeluk. Dr. Scott en dr. Charles behandelen een UNICEF medewerker met een weggedrukt trauma. Dr. Halstead is nog steeds bezig met zijn onderzoek naar een dokter met een verdenking van corruptie. Sharon krijgt problemen met haar gezondheid wanneer zij last begint te krijgen van duizelingen. |            |                                            |                    |                                                   | |                                 |  |
| 122 | 3          | Be the Change You Want to See              | Mykelti Williamson | Meridith Friedman                                 | Natalie Woolams-Torres - Candace Mason Deanne Lauvin - Zora Scott Beth Hawkes - Gina Hawley Susie McMonagle - Elaine Foster Terry Bozeman - Jim Foster                                 | 6 oktober 2021                  |  |
| Dr. Hammer raakt in een moeilijke situatie wanneer zij oneerbare voorstellen krijgt van een getrouwde echtgenoot van een patiënte, die ook tegelijkertijd een grote sponsor is van het ziekenhuis. Dr. Halstead en dr. Scott behandelen een patiënt die liegt over de feit dat hij lijdt aan SLE. Dr. Taylor, dr. Charles en dr. Marcel proberen een patiënt ervan te overtuigen dat hij een levensreddende operatie nodig heeft. |            |                                            |                    |                                                   | |                                 |  |
| 123 | 4          | Status Quo, aka the Mess We're In          | Milena Govich      | Eli Talbert                                       | Enid Graham - Ashley Bardsley Kameron Kierce - Roland Baxter Anji White - Pam Baxter Anthony Moseley - dr. Marvin Simms Chris Jowett - Pete Channing                                   | 13 oktober 2021                 |  |
| Maggie, dr. Hammer en dr. Taylor zijn sceptisch over een patiënte die verklaart terminale kanker te hebben. Dr. Hammer voert diverse tests uit, en het blijkt dat de patiënte kankervrij is. Dr. Charles en dr. Scott behandelen een patiënt met schizofrenie. Dr. Halstead vervolgt zijn onderzoek naar de dokter die verdacht wordt van corruptie, en presenteert een nieuw idee aan het ziekenhuis. |            |                                            |                    |                                                   | |                                 |  |
| 124 | 5          | Change Is a Tough Pill to Swallow          | Nicole Rubio       | Jeff Drayer Natalie Drayer                        | Curtiss Cook - Reginald Scott Rebecca Field - Susan Miller Daniel Stewart Sherman - Todd Miller Patrick Scott McDermott - Alex Miller                                                  | 20 oktober 2021                 |  |
| Dr. Halstead en dr. Hammer zetten hun meningsverschil aan de kant voor de behandeling van een oudere patiënt. Dr. Charles en dr. Scott behandelen een patiënt die een verkeerde diagnose heeft gekregen voor ADHD. Dr. Marcel wordt gedwongen om een politieke mijnenveld door te kruisen, wanneer hij een patiënt behandelt die een niertransplantatie nodig heeft. |            |                                            |                    |                                                   | |                                 |  |
| 125 | 6          | When You're a Hammer Everything's a Nail   | Charles S. Carroll | Daniel Sinclair                                   | Audrey D. Allen - Marielle Ayers Marika Engelhardt - Kate Murphy Keith D. Gallagher - Brandon Murphy Margot Beresh - Siobhan Murphy Tim Kazurinsky - Sheldon West                      | 27 oktober 2021                 |  |
| Wanneer de moeder van dr. Hammer wordt opgenomen in het ziekenhuis roept zij de hulp in van dr. Taylor, om zo haar te kunnen behandelen. Het verleden als politieagent komt terug bij dr. Scott wanneer hij de vader van een patiënte herkent, deze arresteerde hij 10 jaar geleden voor huiselijk geweld. De klachten van de patiënte brengt bij dr. Scott het vermoeden dat het verleden zich herhaalt. Dr. Marcel wordt gedwongen om een kant te kiezen met een collega-dokter bij een levertransplantatie. Sharon blijft druk houden op dr. Halstead in zijn onderzoek naar dr. Cooper.                               |            |                                            |                    |                                                   | |                                 |  |
| 126 | 7          | A Square Peg in a Round Hole               | Timothy Busfield   | Stephen Hootstein Gabriel L. Feinberg             | Maxwell Jenkins - EJ Daniels Torrey Hanson - Roger Flanagan Lily Harris - Astrid Meadows Katherine Keberlein - Becky Meadows Tim Kazurinsky - Sheldon West                             | 3 november 2021                 |  |
| Dr. Choi keert weer terug in het ziekenhuis na de bijna fatale schietpartij, en probeert zich aan te passen. Dr. Marcel behandelt een patiënt die een levertransplantatie nodig heeft. Dr. Halstead vervolgt zijn onderzoek naar dr. Cooper. |            |                                            |                    |                                                   | |                                 |  |
| 127 | 8          | Just as a Snake Sheds Its Skin             | Michael Berry      | Safura Fadavi Meridith Friedman                   | Curtiss Cook - Reginald Scott Billy Malone - Joe Scaramella Leah Casey - paramedicus Lacey Elena Marisa Flores - agente Rosado Charles Andrew Gardner - Marcus Clemons                 | 10 november 2021                |  |
| Het eerdere leven als politieagent en huidig als dokter van dr. Scott wordt op de proef gesteld, wanneer een familievriend en veteraan onderzocht wordt door de politie. Maggie wil dr. Taylor helpen wanneer het ziekenhuis aankondigt willekeurig nieuwe drugstest te willen uitvoeren. Dr. Choi zet zijn herstel op het spel bij de behandeling van een patiënt. Dr. Halstead helpt dr. Hammer bij haar zoektocht naar haar vermiste moeder. |            |                                            |                    |                                                   | |                                 |  |
| 128 | 9          | Secret Santa Has a Gift for You            | Nicole Rubio       | Diane Frolov Andrew Schneider                     | Hannah Barefoot - Eve Bennett Bertila Damas - Isabel Carmona Freddie Fleming jr. - Seth Hodges Aime Donna Kelly - Molly Hodges Stephen Friedrich - Kyle Liddell                        | 8 december 2021                 |  |
| Het onderzoek van dr. Halstead komt in een patstelling wanneer het ziekenhuis de FBI niet wil inschakelen voor een oplossing. Dr. Scott heeft zijn handen vol bij de behandeling van een vier maanden oude patiënt. Dr. Taylor moet alle zeilen bijzetten om haar verslaving geheim te houden. Dr. Marcel en dr. Blake helpen dr. Abrams met een levertransplantatie. |            |                                            |                    |                                                   | |                                 |  |
| 129 | 10         | No Good Deed Goes Unpunished... in Chicago | Michael Pressman   | Eli Talbert Ryan Michael Johnson                  | Pascale Armand - Fabienne Torrey Hanson - Roger Flanagan Ethan Herisse - Emmanuel Sanon Natalie Sallee - Sarah Rey Nik Sharp - Luke Givens                                             | 5 januari 2022                  |  |
| Sharon moet hard ingrijpen na de Vascom schandaal, en dit leidt naar nieuw ziekenhuispersoneel. Dr. Marcel en dr. Blake behandelen een patiënt met heftig autisme. Het personeel krijgt te maken met een kind dat liegt over de verwondingen die zijn vader heeft. |            |                                            |                    |                                                   | |                                 |  |
| 130 | 11         | The Things We Thought We Left Behind       | S.J. Main Muñoz    | Jeff Drayer Natalie Drayer                        | Jerod Haynes - Terrell Walker Kellee Stewart - Carmen Walker Yasen Peyankov - Gregor Babic Brian Guest - Wes Tucker Gena Heylock - Nadia Popovic                                       | 12 januari 2022                 |  |
| Dr. Marcel en dr. Blake raken in conflict wanneer zij moeten beslissen wie van hun patiënten een donorlever krijgt voor een transplantatie. Het verleden van dr. Scott komt naar boven wanneer een patiënte binnenkomt waarmee hij in het verleden een romantische relatie heeft gehad. Dr. Hammer en dr. Charles helpen samen een patiënt die in een steeg is gevallen. |            |                                            |                    |                                                   | |                                 |  |
| 131 | 12         | What You Don't Know Can't Hurt You         | Tess Malone        | Stephen Hootstein Daniel Sinclair                 | François Chau - Patrick Choi Jerod Haynes - Terrell Walker Kellee Stewart - Carmen Walker Chris Rickett - Jonah Backman Angela Sprinkle - Lisa Backman                                 | 19 januari 2022                 |  |
| Dr. Hammer en dr. Halstead behandelen een zwangere patiënte die een bloedtransfusie nodig heeft, en zij geeft alleen toestemming als zij bloed krijgt dat vrij is van vaccinatie tegen Covid-19. Wanneer dr. Blake en haar team tijdens een operatie op een mysterieuze wijze met zijn allen flauwvalen, moet dr. Marcel noodgedwongen de operatie overnemen met Sharon als operatieverpleegkundige. Dr. Charles bezoekt dr. Choi en vergezelt hem met de hereniging met zijn vader. |            |                                            |                    |                                                   | |                                 |  |
| 132 | 13         | Reality Leaves a Lot To The Imagination    | X. Dean Lim        | Meridith Friedman Lily Dahl                       | Jorge Diaz - Erik Torres Kellee Stewart - Carmen Walker Lauren Frost - Emily Newmark-Torres Joy Nash - Cindy Paulson Dale Raoul - Loraine Hendrick                                     | 23 februari 2022athleen Jamison |  |
| Dr. Scott en dr. Archer behandelen een zwangere patiënte met serieuze infecties. Maggie ontvangt schokkend nieuws. Dr. Halstead en dr. Charles vragen zich af of een oudere patiënt wel echt de ziekte van Alzheimer heeft. Dr. Marcel neemt een risico wanneer hij een patiënt wil helpen. |            |                                            |                    |                                                   | |                                 |  |
| 133 | 14         | All the Things That Could Have Been        | Jonathan Brown     | Diane Frolov Andrew Schneider Conor Patrick Hogan | Max Gail - Ellis Turner Paula Garcés - Gia Lindahl Jerod Haynes - Terrell Walker Kellee Stewart - Carmen Walker Aime Donna Kelly - Molly Hodges Freddie Fleming jr. - Seth Hodges      | 2 maart 2022                    |  |
| Sharon stuurt de nieuwe medewerker naar een patiënt met een langdurige Covid-19 aandoening. Maggie helpt dr. Halstead met de behandeling van een patiënt die al 60 jaar in een ijzeren long leeft. Terrell keert terug in het ziekenhuis onder erbarmelijke omstandigheden. |            |                                            |                    |                                                   | |                                 |  |
| 134 | 15         | Things Meant to Be Bent Not Broken         | Afia Nathaniel     | Stephen Hootstein Gabriel L. Feinberg             | Lee Jones - dr. Justin Morris Clare Cooney - Gretchen Cameron Abigail Savage - Abby Carpenter Mehmet Can Aksoy - Goran                                                                 | 9 maart 2022                    |  |
| Dr. Scott denkt dat zijn patiënt een drugsdealer is. Dr. Halstead moet beslissen hoe om te gaan met zijn klokkenluiderbestaan. Dr. Charles en dr. Taylor behandelen een patiënte die ervan overtuigd is besmet te zijn met parasieten. Dr. Marcel en dr. Blake worden gekoppeld aan een arrogante chirurg. |            |                                            |                    |                                                   | |                                 |  |
| 135 | 16         | May Your Choices Reflect Hope, Not Fear    | Tess Malone        | Eli Talbert Mrittika Sarin                        | Devika Bhise - Varsha Patel Nandini Minocha - Kiran Patel Anthony Lee Medina - Rudy Hernandez Jeremiah Alsop - Kendrick Miller Anand Bhatt - Arjun                                     | 16 maart 2022                   |  |
| Dr. Halstead behandelt een patiënt met langdurige Covid-19 klachten. Dr. Taylor behandelt een patiënt van wie de dochter uitgehuwelijkt is, en dit laat haar nadenken over haar liefdesleven. Door een tragedie ontstaat er een nieuwe familie. |            |                                            |                    |                                                   | |                                 |  |
| 136 | 17         | If You Love Someone, Set Them Free         | Bethany Rooney     | Jeff Drayer Natalie Drayer                        | Kayla Carlson - Ivy Clark Sarah Jane Morris - Mona Clark Jessica Ridenour - Beth Stone Ali Skamangas - Claire Stone Jacob Bond - Ben Tom Maldonado - Luis                              | 6 april 2022                    |  |
| Het ziekenhuis wordt geconfronteerd met bendegeweld wat uit de hand dreigt te lopen. Dr. Halstead en dr. Charles behandelen een tienerpatiënt met hersenkanker die verdere behandeling weigert. In de operatiekamer lopen de spanningen hoog op wanneer een getransplanteerde baarmoeder afgestoten wordt. |            |                                            |                    |                                                   | |                                 |  |
| 137 | 18         | Judge Not, For You Will Be Judged          | Nicole Rubio       | Safura Fadavi Meridith Friedman                   | Kate Eastman - Petra Kastner Nicolette Robinson - Tara Goodwin Deanne Lauvin - Zora Scott Zoe Mann - Krystal Hall Lauren Sweetser - Darlene Wells Colton Adams - Gavin Wells           | 13 april 2022                   |  |
| Dr. Archer en dr. Asher raken in een conflict wanneer zij een patiënt behandelen die zeer nauw bij Sharon staat. Dr. Scott en dr. Marcel assisteren bij een onderzoek naar een schietpartij bij een overval waarbij een patiënt gewond is geraakt. |            |                                            |                    |                                                   | |                                 |  |
| 138 | 19         | Like a Phoenix Rising from the Ashes       | Timothy Busfield   | Stephen Hootstein Daniel Sinclair                 | Leon Addison Brown - Gerald Simmons Curtiss Cook - Reginald Scott Brenda Barrie - Meg Harris Darius De La Cruz - Luis Pena Elizabeth Laidlaw - Caitlin Walsh Camille Perry - Zoe Walsh | 20 april 2022                   |  |
| Dr. Halstead en dr. Asher proberen het leven te redden van een draagmoederbaby. Dr. Charles behandelt een patiënt die bezig is met een hongerstaking. Dr. Archer en dr. Choi behandelen een patiënt die een connectie heeft met de overleden vader van dr. Choi. Dr. Scott en Maggie behandelen een dronken patiënt die zweert nuchter te zijn. |            |                                            |                    |                                                   | |                                 |  |
| 139 | 20         | End of the Day, Anything Can Happen        | Daniel Willis      | Eli Talbert Gabriel L. Feinberg                   | Shawn Christian - Miles Henderson Stefan Kapicic - Nikola Corluka Rusty Schwimmer - Celeste Belkin Dayo Ade - Dorian Harwell Erin Croom - Morgan Riley Ty Fanning - Jesse Riley        | 11 mei 2022                     |  |
| Dr. Scott helpt de dochter van een maffiabaas. De eerste hulp krijgt een grootmoeder op bezoek die wanhopig haar kleinzoon wil helpen. Dr. Choi worstelt met schokkend nieuws over zijn vader. Dr. Halstead en dr. Taylor behandelen een oud klasgenote van Maggie. |            |                                            |                    |                                                   | |                                 |  |
| 140 | 21         | Lying Doesn't Protect You from the Truth   | Michael Pressman   | Jeff Drayer Natalie Drayer                        | Leon Addison Brown - Gerald Simmons Amy Pietz - Deborah Miller Hannah Riley - Anna Romy Rosemont - Lydia Reed Charles Malik Whitfield - Ben Campbell                                   | 18 mei 2022                     |  |
| Dr. Scott en dr. Choi behandelen een patiënt die neergeschoten is tijdens een drugsinval. Dr. Charles en dr. Taylor werken samen met de behandeling van een motivatiespreker. Dr. Halstead en dr. Asher wenden zich tot dr. Marcel voor hulp bij de behandeling van een zwangere patiënte. |            |                                            |                    |                                                   | |                                 |  |
| 141 | 22         | And Now We Come to the End                 | Nicole Rubio       | Meridith Friedman Lily Dahl                       | Leon Addison Brown - Gerald Simmons Nicolette Robinson - Tara Goodwin Hannah Riley - Anna Jake Brennan - Zach Dayle-Kalmick Wayne T. Carr - Grant Young Lawrence Grimm - Lawrence      | 25 mei 2022                     |  |
| Dr. Halstead en dr. Asher raken in een verhitte discussie over de behandeling van een patiënt die een niertransplantatie nodig heeft. Dr. Marcel moet een moeilijke beslissing maken wanneer dr. Blake met een operatie bezig is. Dr. Choi en dr. Archer behandelen de zoon van een van de ziekenhuisadviseurs. De familie van het ziekenhuis wordt uitgebreid |            |                                            |                    |                                                   | |                                 |  |